# Station Velsen-IJmuiden Oost
Station Velsen-IJmuiden Oost (tot 15 mei 1927: Velsen) is een voormalig station aan de IJmondlijn, gelegen tussen Velsen-Zuid en IJmuiden.
Het station werd geopend op 1 mei 1867. Het lag destijds aan de spoorlijn Haarlem - Uitgeest, direct ten zuiden van het in 1876 geopende Noordzeekanaal, dat met de Velserspoorbrug, een draaibrug werd gekruist. Op 1 november 1883 kwam het spoor van Velsen-IJmuiden Oost naar IJmuiden in gebruik.
Vanaf 1867 zijn er vier verschillende stationsgebouwen geweest. Het eerste stationsgebouw bestond uit een dienstwoning, daterend uit ongeveer 1865, die rond 1880 werd vergroot met een wachtruimte. In 1891 werd een nieuw station gebouwd naar een ontwerp van Dirk Margadant. Dit bestond uit een klein stationsgebouw onder een grote overkapping. In het gebouw was geen woonruimte. In 1902 werd alweer een nieuw ontvangstgebouw gebouwd, aan het eind van een doodlopende weg. Verder was er een vestibule, een plaatskaartenkantoor en een goederenlokaal. Een tunnel gaf toegang tot het eilandperron met drie gebouwtjes onder een doorlopende kap. In 1974 werd een nieuw station gebouwd met een klein ontvangstgebouw aan de weg en op het eilandperron drie kleine gebouwen. De kap is daarbij verwijderd.
Nadat op 29 september 1957 de Velserspoortunnel in gebruik was gekomen voor de verbinding Uitgeest – Haarlem, werd de spoorbrug te Velsen afgebroken en lag Station Velsen-IJmuiden Oost alleen nog aan de lijn (Haarlem –) Santpoort Noord – IJmuiden (IJmondlijn). Deze verbinding werd gesloten voor reizigers op 24 september 1983. Nadien hebben in 1996-1998 nog enige tijd de treinen van Lovers Rail op deze lijn gereden. Sindsdien is de lijn in onbruik geraakt en is de infrastructuur, na de sluiting in 1999, aan verval overgeleverd. In 2014 werden de spoorlijn en de voormalige perrons opgebroken in verband met de aanleg van een vrije busbaan over het voormalige spoortracé die Velsen en IJmuiden met Haarlem-Noord verbindt (de HOV Velsen). Van het station resteert nu alleen nog wachterswoning 9a-9b.

## Afbeeldingen

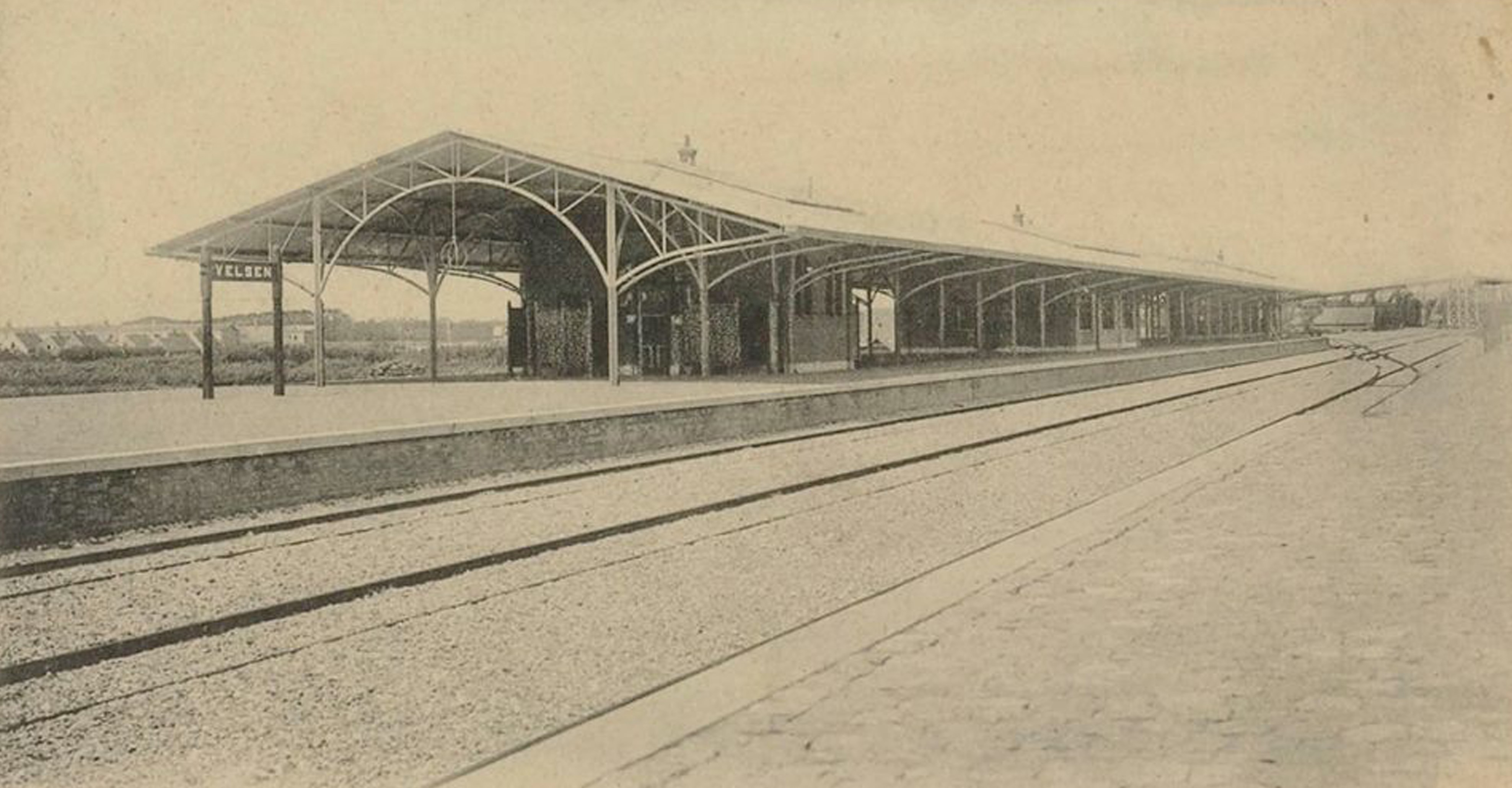
Station Velsen; circa 1900.
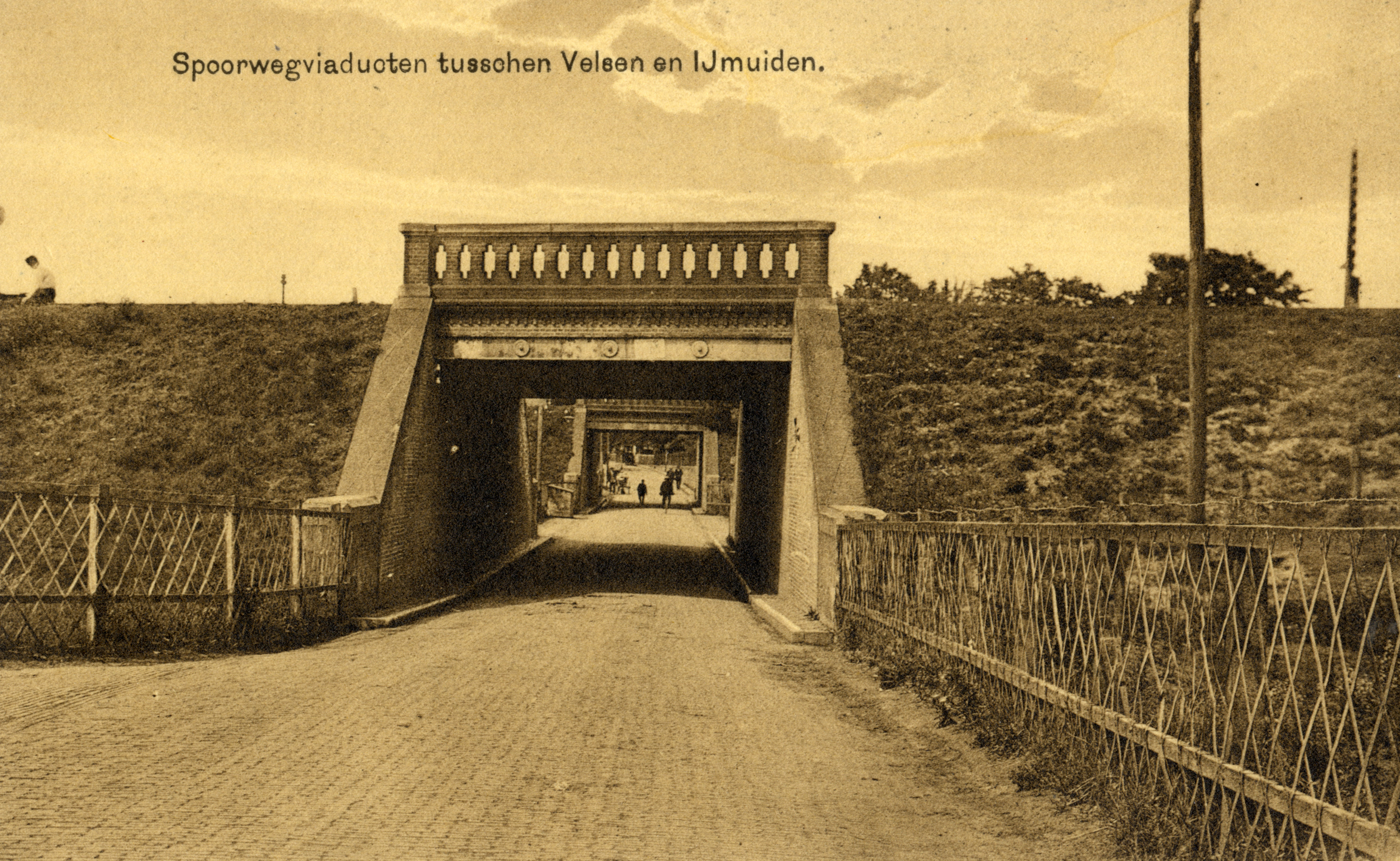
Spoorwegviaducten bij Station Velsen; circa 1915.
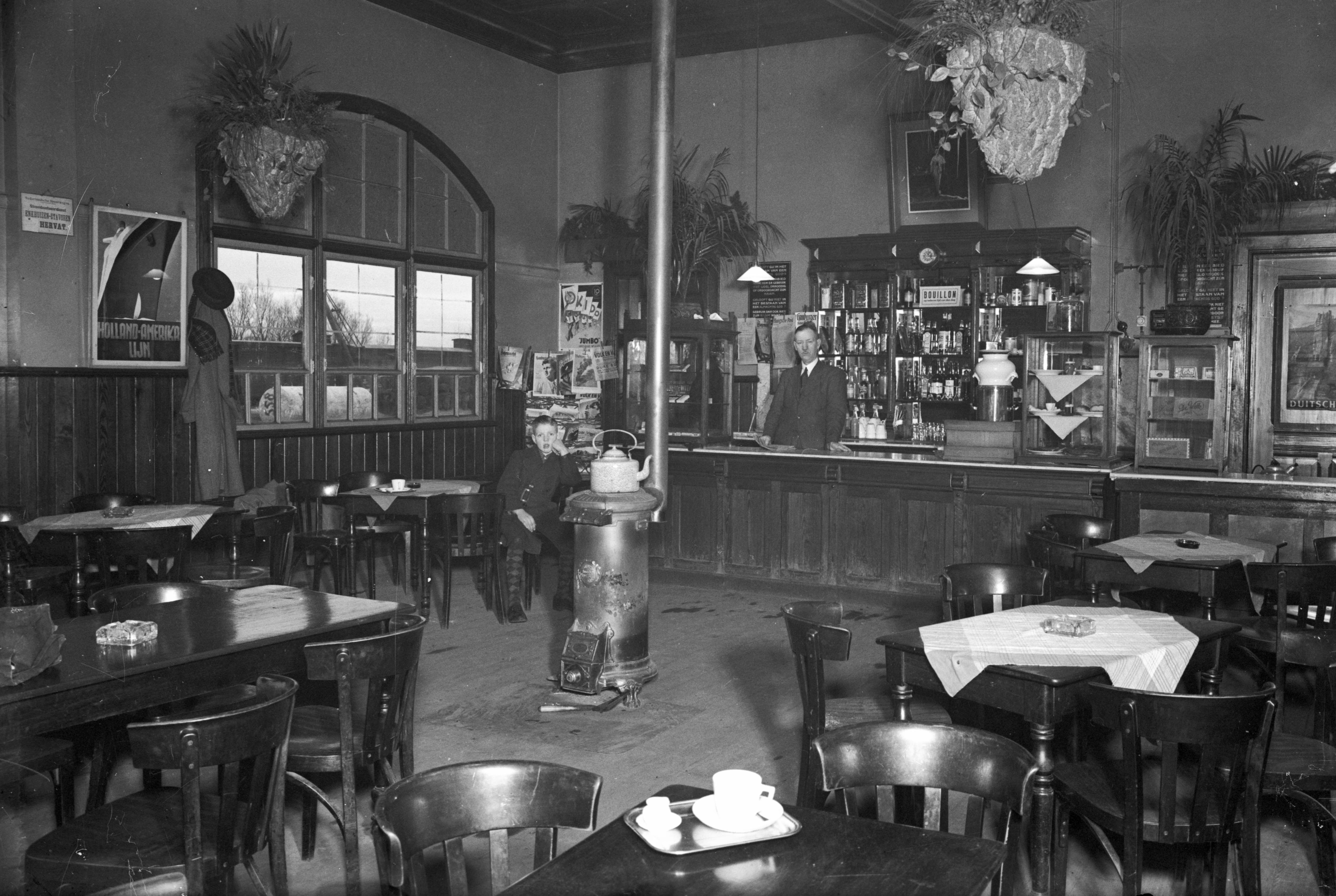
Interieur van de wachtkamer 3e klasse in het station Velsen-IJmuiden Oost; 1941.
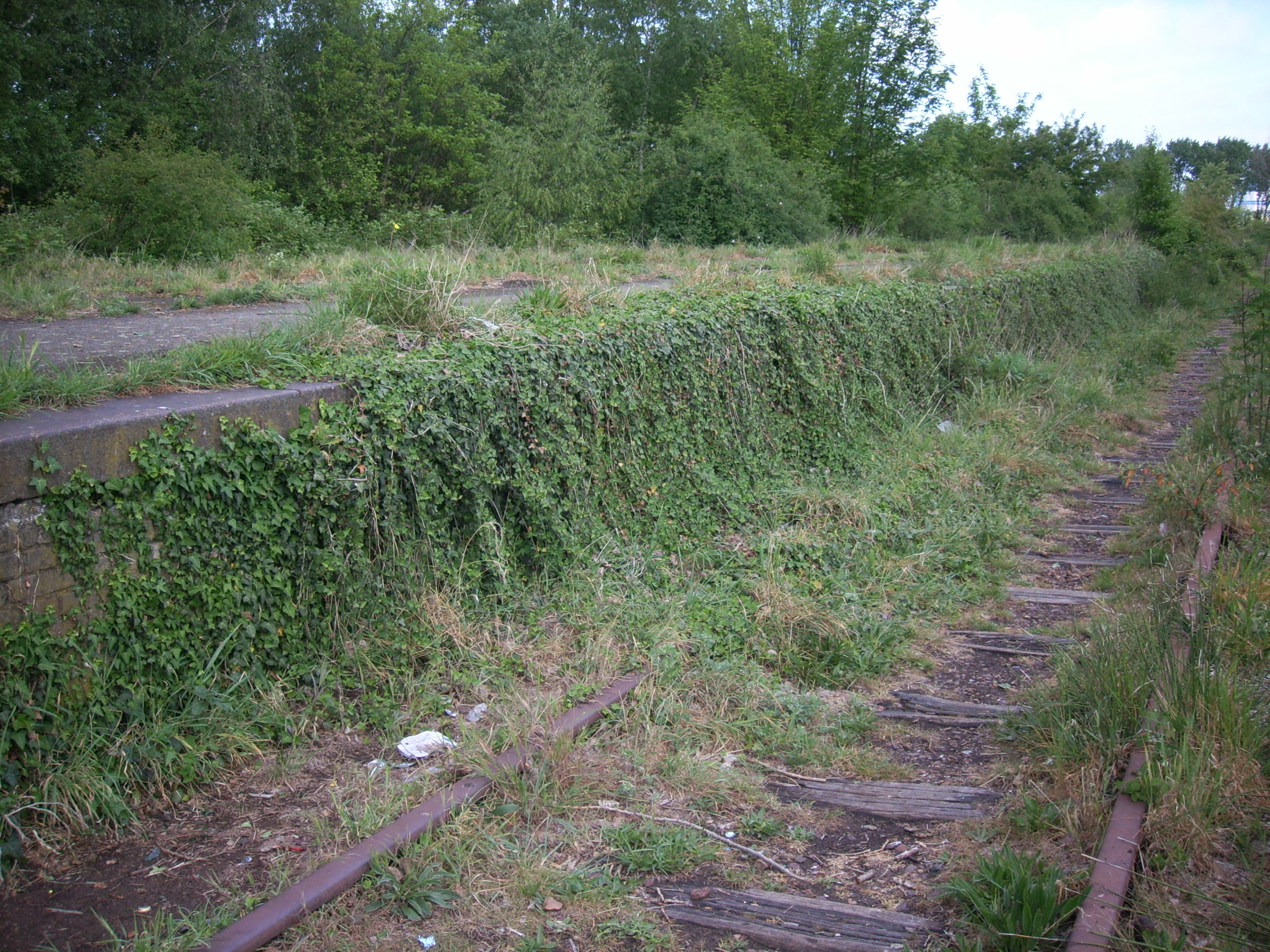
Het overwoekerde perron; 2007.
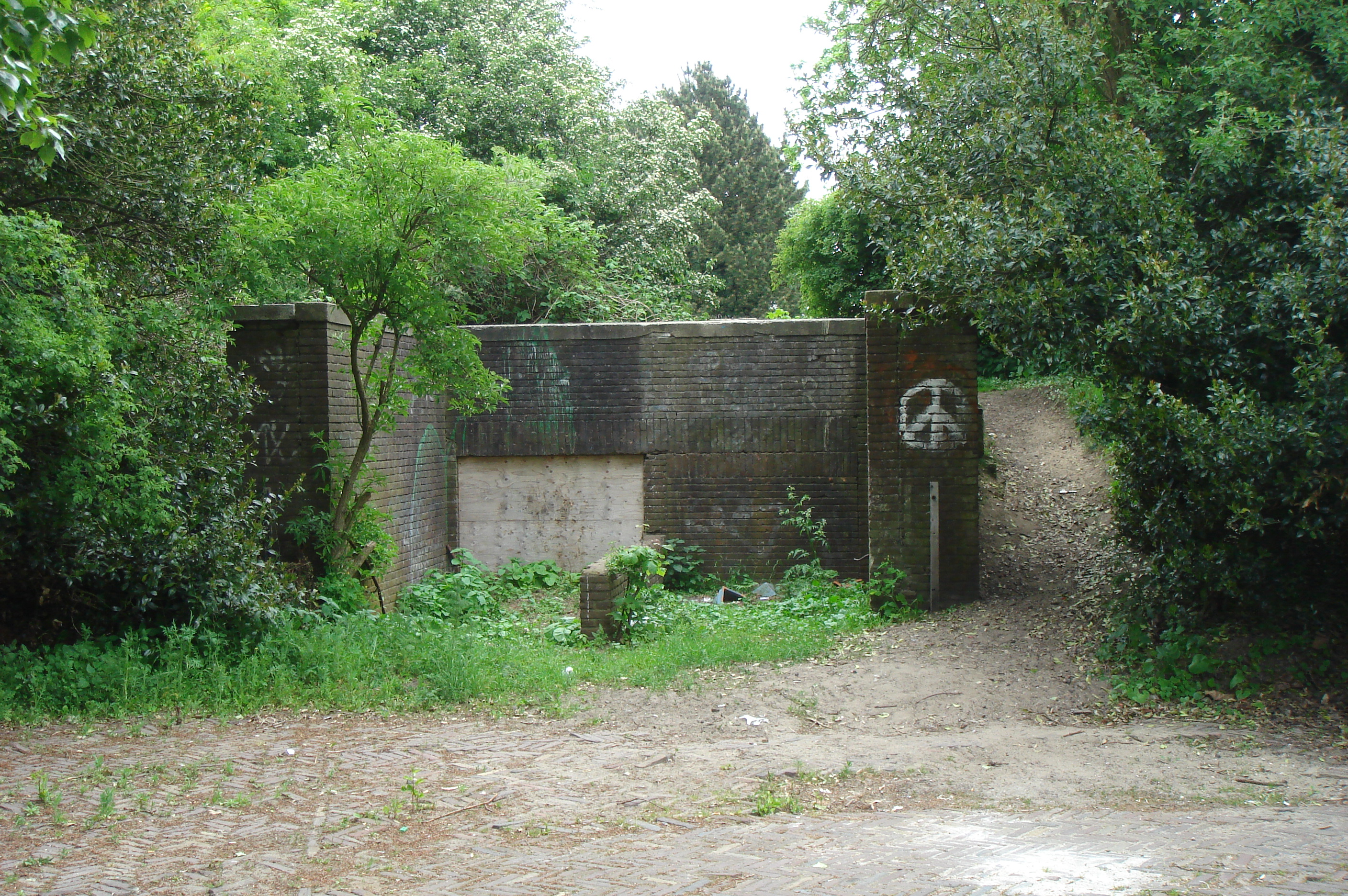
Voormalige onderdoorgang aan de kant van het Tiberiusplein in 2010.

0: Haarlem ·
2: Kleverlaan ·
3: Bloemendaal ·
4: Santpoort Zuid ·
6: Santpoort Noord ·
7: Driehuis · 
Westerveld ·
8: Velsen Zeeweg
9:  Velsen-IJmuiden Oost
10: Velsen Hoogovens ·
12: Beverwijk ·
Beijnes ·
14: Heemskerk ·
18: Uitgeest
0: Santpoort Noord ·
1: Kruidbergerweg ·
1: Driehuis-Westerveld ·
2: Velsen Zeeweg ·
3: Velsen-IJmuiden Oost ·
4: IJmuiden Casembrootstraat ·
5: IJmuiden Julianakade ·
6: IJmuiden